# Adolphe Thiers

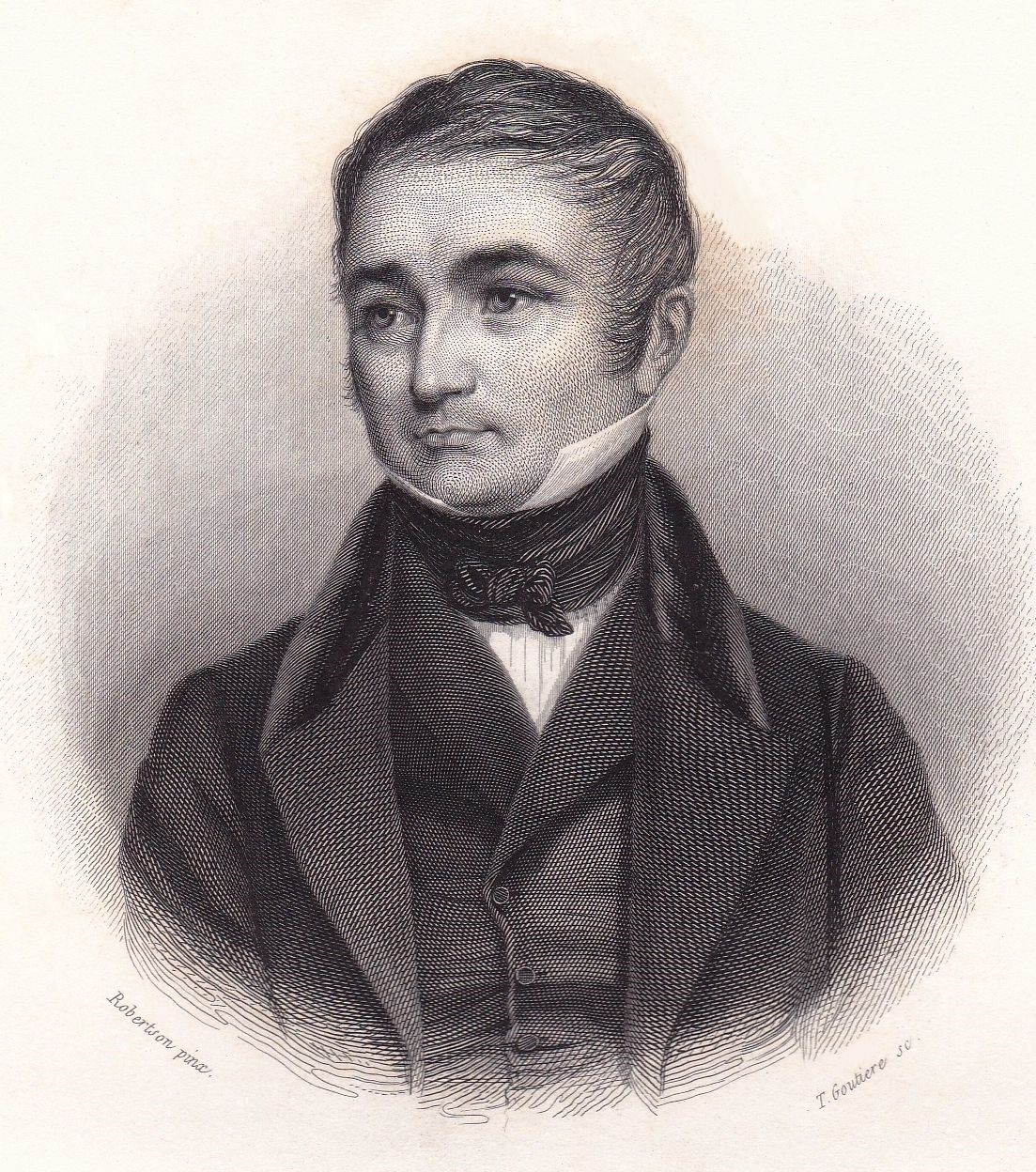
Adolphe Thiers a la seva joventut

Louis Adolphe Thiers, conegut com a Adolphe Thiers (Marsella, 16 d'abril de 1797 – Saint-Germain-en-Laye, 3 de setembre de 1877) fou historiador i home d'estat francès.
Arribat a París amb 24 anys, ambiciós i sense diners -hauria servit de model a Honoré de Balzac pel personatge de Rastignac-, periodista anticlerical i patriota de l'oposició liberal, autor d'èxit amb una Histoire de la Révolution française, és un exemple de l'evolució de les classes dirigents franceses a la recerca d'un nou ordre institucional estable després de l'enfonsament de la monarquia absoluta el 1789, pel seu paper principal en la instauració dels successius règims polítics posteriors al fracàs de la Restauració el 1830. Va col·laborar amb el diari Le Constitutionnel, i el 1830 fundà Le National, des d'on defensà la monarquia parlamentària i contribuí a la caiguda del rei Carles X de França amb la Revolució francesa de Juliol.

## Infantesa i joventut
El 1808 va ingressar fer l'Educació secundària a Marsella als 12 anys amb una beca i hi va romandre fins al 1815 convertint-se en un molt bon estudiant, guanyant els primers premis de la seva classe quasi cada any. Mentre la seva mare i la seva àvia eren, com la majoria dels marsellesos, reialistes i pietoses, Thiers es va emancipar d'aquestes opinions per preferir la glòria napoleònica, i el final del batxillerat l'any 1815 va coincidir amb la Restauració, que va condemnar fermament. L'any 1815, seguint els consells del seu director, Thiers va marxar, als 18 anys, a estudiar dret a Aix-en-Provence, llicenciant-se en 29 d'agost de 1818 i al novembre, van ser ingressats a l'advocacia d'Aix.

## Periodista i historiador a París
Amb 24 anys, Thiers va instal·lar-se a París per satisfer les seves ambicions el 18 de setembre de 1821 amb una carta de recomanació per al diputat liberal de l'oposició Jacques-Antoine Manuel que li va trobar, per mantenir-se, un càrrec com a secretari de François XII de La Rochefoucauld, par de França i membre de l'Acadèmia Francesa de les Ciències, feina que va deixar al cap de tres mesos.
Manuel el va introduir en el món de la premsa presentant-lo al banquer Jacques Laffitte, que el va contractar el 24 d'octubre de 1821 al seu diari Le Constitutionnel, el diari més estès i influent de l'oposició liberal. Thiers, liberal i patriòtic, fou un ardent defensor de la Carta de 1814, del sistema parlamentari i de la llibertat de premsa, voltairià i anticlerical. Es dedica a l'economia i les finances, seguint especialment les fluctuacions de la borsa i el 1826, escriu sobre art, literatura.
Thiers no es conformà amb el periodisme i es va decidir a escriure la història de la Revolució Francesa. A la tardor de 1823, va començar a publicar una Histoire de la Révolution Française (Història de la Revolució Francesa), publicant-la entre 1823 i 1827, treballant després dels dos primers volums, amb el baró Louis per a les qüestions financeres, amb els generals Jomini i Foy per a qüestions militars, i amb Talleyrand per als afers exteriors. És un gran èxit i els llibreters li van demanar la continuació: una història del Consolat i de l'Imperi. No tindrà temps d'escriure'l fins a l'any 1845 que és a l'oposició, acabant-lo en 1862.
El gener de 1830 Adolphe Thiers, Armand Carrel, François-Auguste Mignet i l'editor Auguste Sautelet fundaren Le National per lluitar contra la Restauració francesa. Com a resposta a la publicació el 26 de juliol de 1830 de les Ordenances de Juliol, els periodistes Charles de Rémusat i Pierre Leroux del Globe anaren a les oficines del National, on s'aplegaven els periodistes al voltant de Thiers, Mignet i Carrel, i el diari publicà una edició especial demanant resistència a través de la vaga fiscal. Thiers i Rémusat proposen aixecar una protesta solemne que es redacta al moment i es publica l'endemà als diaris Le National, Le Globe i Le Temps.

## Ministre de l'interior
Diputat pel partit moderat, Lluís Felip I de França el nomenà d'antuvi ministre de l'interior el 1832 i el 1834-36, i reprimí tant la conspiració legitimista de la duquessa de Berry en 1832 com les revoltes republicanes de París i Lió (1834).

## President del Consell de Ministres

### Primer govern (1836)
Fou nomenat president del consell de ministres el 22 de febrer de 1836, i l'oposició violenta al rei va augmentar, fins i tot un pistoler va intentar disparar a Lluís Felip I de França, que va ser salvat per les parets blindades del seu carruatge. Thiers va suggerir al rei que França hauria de seguir el model britànic i permetre al primer ministre dirigir els afers diplomàtics i militars, al que Lluís Felip es va negar, i Thiers va dimitir com a primer ministre el 29 d'agost de 1836 sent rellevat per Louis-Mathieu Molé, un reialista conservador.

### Segon govern (1840)
La negativa per part de la Cambra d'una dot per al matrimoni de Lluís d'Orleans va provocar la caiguda del ministeri de transició de Nicolas Jean de Dieu Soult i el rei va demanar sense entusiasme Thiers a intentar formar majoria, que va aconseguir.
Thiers obtingué de Lluís Felip I de França l'autorització per demanar a Anglaterra les restes dels mortals de Napoleó per transportar-les des de Santa Helena a França i dur-les a la cúpula d'Els Invàlids, escollida com a lloc d'enterrament, i també va organitzar el trasllat de les restes dels combatents de 1830 a la volta de la columna de juliol de la plaça de la Bastilla.
A l'estiu, va esclatar la Qüestió d'Orient quan Thiers intenta negociar un acord entre Muhàmmad Alí Paixà i Abdülmecit perquè aquest cedís Síria al paixà, que havia capturat després d'aturar la invasió otomana en la batalla de Nezib, però Àustria, Anglaterra, França, Rússia i Prúsia van imposar un acord que garantia la integritat de l'Imperi Otomà revivint la humiliació del tractat de París de 1815 i l'esclat del nacionalisme. Thiers, recolzat pel duc d'Orleans, volia enviar la flota al Mediterrani i va manar construir una nova muralla, l'Enceinte de Thiers Com a resultat, Prússia va tancar la seva frontera al Rin, provocant una tensió molt forta. Finalment s'arriba a un compromís amb Anglaterra pel què Muhàmmad Alí havia de retornar totes les seves conquestes a Abdülmecit mantenint Egipte hereditàriament. Acabada la crisi, les tensions amb el rei seguiren, i finalment dimití el 28 d'octubre, sent substituït per Jean-de-Dieu Soult.
Thiers va convèncer al rei de colonitzar l'interior de la Regència d'Alger fins als límits del desert convertint Algèria un teatre ideal per permetre que els seus fills cobrissin de glòria la seva dinastia i el convencé d'enviar al terreny, com a governador general, el general Bugeaud, que fou nomenat el 29 de desembre de 1840 amb el plantejament de la conquesta total d'Algèria i l'aniquilació de la resistència d'Abd el-Kader.

### Tercer govern (1848)
La prohibició de les reunions polítiques d'una oposició cada cop més vigorosa el gener de 1848 que va catalitzar el 24 de febrer de 1848 amb l'inici dels aldarulls a París, i Adolphe Thiers, partidari de la repressió, fou nomenat cap de govern en substitució de Louis-Mathieu Molé, que havia substituit François Guizot el dia anterior. Per a la sorpresa general, Lluís Felip abdicà el 24 de febrer de 1848 a favor del seu net Felip, que només tenia nou anys, hereu de la corona després que el seu pare, el duc Ferran Felip d'Orleans hagués mort accidentalment el 1842, i fugí cap a Anglaterra. En un principi, l'Assemblea Nacional estava disposada a acceptar Felip com a nou rei dels francesos, però, pressionada pels revolucionaris del carrer, hagué d'acabar proclamant la Segona República Francesa, i Thiers ja no va formar govern

## Segona República
Durant la Segona República Francesa, va ser elegit diputat i Thiers es va convertir, per por del "perill social", en un dels principals dirigents del Partit de l'Ordre, una coalició que agrupava els partits que rebutjaven la República democràtica i social, i va fer del clericalisme una peça central del moviment conservador, abans de tornar a moure's cap a l'esquerra davant les amenaces de cop d'estat votant amb els republicans en contra de la revisió constitucional demanada per Lluís Napoleó amb el Cop d'Estat francès de 1851, que augmentà els poders del president (un pas cap al Segon Imperi Francès), i per això fou arrestat i desterrat, residint primer a Brussel·les i després a Londres.

## Segon Imperi Francès
L'estiu de 1852, Lluís Napoleó va decidir que ja no era una amenaça, i el 20 d'agost de 1852 se li va permetre tornar a París, i al seu retorn en 1852, s'apartà uns anys de la política i els deu anys següents es va dedicar a escriure la Histoire du Consulat et de l'Empire, publicant dos volums a l'any amb un immens èxit amb cinquanta mil subscripcions a tota la sèrie. A més dels 500.000 francs que va rebre per escriure l'obra, va rebre drets d'autor, que s'afegeixen a la seva ja important fortuna procedent d'estocs miners i de l'herència del seu sogre.
L'Assemblea, recelosa davant la influència que anava adquirint Prússia i amb motiu de la possible candidatura del prussià Leopold de Hohenzollern-Sigmaringen al tron d'Espanya que havia quedat vacant arrel de la Revolució de 1868, va votar el 19 de juliol de 1870 la declaració de la guerra a Alemanya. A mesura que avançava la guerra, en gran part, dels ferrocarrils ineficients del país i d'un pla defectuós, l'exèrcit francès només va poder mobilitzar 264.000 homes en les primeres setmanes de guerra, enfront dels 450.000 alemanys. L'exèrcit francès, dirigit per Napoleó III en persona, tenia una excel·lent cavalleria, però els alemanys tenien una artilleria i un lideratge superiors. L'1 de setembre l'exèrcit francès va quedar atrapat i envoltat a Sedan. Per evitar una matança, l'emperador va rendir l'exèrcit el 2 de setembre i va ser fet presoner amb el seu exèrcit.

## President de la República francesa
Amb la caiguda del Segon Imperi Napoleònic, arran de la derrota en la batalla de Sedan durant la Guerra francoprussiana, Otto von Bismarck no va reconèixer al Govern de Defensa Nacional i arrel de les eleccions legislatives franceses de 1871, Thiers esdevingué "cap del poder executiu de la República Francesa", és a dir, cap d'Estat i de Govern, amb Jules Dufaure com a vicepresident del Consell. Negocia el tractat de pau amb von Bismarck conjuntament amb Jules Favre. Suprimí sagnantment la insurrecció de la Comuna revolucionària de París. L'agost de 1871, per la llei Rivet, esdevingué president provisional de França.
El 1873, per pagar el deute tres mil cinc-cents milions de francs amb Alemanya i alliberar l'últim territori francès ocupat pels alemanys va fer acords amb els principals cinquanta-cinc bancs d'Europa i va emetre bons que, basats en el bon crèdit de França, van aportar més que la quantitat requerida. Thiers va signar una nova convenció amb Alemanya el 15 de març de 1873, demanant als alemanys que abandonessin els últims quatre departaments francesos que tenien, Ardenes, Vosges, Meurthe i Mosel·la i Mosa el juliol de 1873, dos anys abans del previst. Alemanya només conservava la fortalesa de Verdun, i el territori d'un radi de tres quilòmetres al seu voltant. L'Assemblea Nacional va votar una resolució especial per agrair a Thiers l'alliberament del territori francès abans del previst. Els diputats de la dreta es van abstenir, però es va aprovar amb el suport total dels republicans.
La seva manifestació a favor d'una “República conservadora” va provocar, el maig de 1873, l'enemistat dels monàrquics, que eren majoritaris a l'Assemblea Nacional, i va provocar la seva renúncia a la presidència de la República, obrint el camí per a una aliança de la dreta liberal orleanista i dels republicans moderats dirigida per Léon Gambetta que, a través de l'oportunisme, havia de fundar la Tercera República Francesa.

## Darrers anys
Thiers va continuar sent a l'Assemblea com a diputat de París després de la seva caiguda, tot i que només va parlar una vegada, el 27 de març de 1874, en contra d'una proposta de construir més forts al voltant de París. En lloc de tornar a fer de París un camp de batalla, Thiers preferia utilitzar els diners per afegir més soldats a l'exèrcit. Malgrat la seva oposició, la mesura va ser aprovada pel govern conservador.
Adolphe Thiers va morir d'una hemorràgia cerebral el 3 de setembre de 1877 als 80 anys i el seu funeral es va convertir en un esdeveniment polític important; la processó va ser encapçalada per dos dels líders del moviment republicà, Victor Hugo i Léon Gambetta, que en el moment de la seva mort eren els seus aliats contra els monàrquics conservadors.

## Obres
- Histoire de la Révolution Française (Història de la revolució francesa) (1823-27)
- Histoire du Consulat et de l'Empire (Història del Consolat i de l'imperi) (1845-1862)